# Ziou
Ziou là một tổng của tỉnh Nahouri ở đông nam Burkina Faso bordering Togo. Thủ phủ của tổng này là thị xã Ziou.

## Các làng và thị xã
Allobiga, Bonga, Bossia, Dindirgou, Doné, Goû, Guelwongo I, Guelwongo II, Idénia-Tanga, Kanabissi-Sanga, Narguia, Nimbrongo, Pingou, Poussi, Tampelga, Tamissougou, Tamsabliga, Tintéka, Tomabissi, Tounkini, Yelbissi, Yorgo, Youka, Zancé e Zanci.